# 查尔斯·大卫·基林
查尔斯·大卫·基林（英語：Charles David Keeling，1928年4月20日—2005年6月20日）是一名美国科学家，气候变化科学研究的先驱，他基于莫纳罗亚天文台观测得到的基林曲线证明了全球变暖确实是人类活动引起的。

## 生平
他出生于美国宾夕法尼亚州斯克兰顿，父亲是名银行家。他曾就读于伊利诺伊大学香槟分校化学专业，1948年毕业，后就读于西北大学地理专业，1953年毕业，获博士学位，后在斯克里普斯海洋研究所当博士后，1968年成为该研究所海洋学教授。他一直在该机构任职，直至2005年因心脏病去世。